# Mihail Râmniceanu
Mihail Râmniceanu, romunski general, * 1890, † 1957.